# Alejandra León Gastélum
Alejandra del Carmen León Gastélum (Mexicali, Baja California; 9 de junio de 1976) es una abogada, ingeniera química y política mexicana, perteneciente al Movimiento Regeneración Nacional. Desde el 1 de septiembre de 2024 es senadora por el estado de Baja California.

## Carrera Política

### Consejera estatal de Morena (2012-2021)
Fungió como consejera estatal de Morena del mismo estado, desde el año 2012 hasta el 2021.

### Senadora por Baja California (2018-2024)
En las elecciones federales de 2018 fue postulada candidata en segunda fórmula al Senado por el Movimiento Regeneración Nacional junto a Jaime Bonilla Valdez, ganando con el 57.72% de los votos. Asumiendo el cargo el 1 de septiembre de 2018 para finalizar el 1 de agosto de 2024. Como senadora, forma parte de las comisiones para la igualdad de género y de reforma agraria en calidad de secretaria, es integrante de las comisiones de gobernación; medio ambiente, recursos naturales y cambio climático.
En 2019 el Senado de la República aprobó de pronta y urgente resolución, un punto de acuerdo presentado por León, con el que se exhortó a las autoridades municipales, estatales y federales a dejar sin efectos todas las autorizaciones, permisos y licencias que se le hayan otorgado a la empresa Constellation Brands relativas a la instalación y operación de su planta cervecera en Mexicali, B,C.
En 2021, León Gastélum renunció a su militancia de Morena, citando que ya no se trata del mismo movimiento que había surgido en 2012. Sin embargo se incorporó brevemente a la bancada del Partido del Trabajo, hasta que en octubre de 2021 fue parte de los 5 senadores que crearon el Grupo Plural, encabezado por el senador y también ex morenista Germán Martínez Cázares.
En 2022, León Gastélum se integró a la bancada de Movimiento Ciudadano en el senado, siendo presentada como nueva integrante del grupo parlamentario por el senador Dante Delgado.
En abril de 2024, a raíz de su apoyo a la iniciativa del presidente Andrés Manuel López Obrador de la creación del Fondo de Pensiones, León Gastélum anunció su reincorporación al Movimiento Regeneración Nacional y por ende su reintegración a dicha bancada en el Senado de la República.